# Trijebanj
Trijebanj je naseljeno mjesto u općini Stolac, Federacija BiH, BiH.

## Stanovništvo

### 1991.
Nacionalni sastav stanovništva 1991. godine, bio je sljedeći:
ukupno: 353
- Hrvati - 184
- Muslimani - 113
- Srbi - 2
- Jugoslaveni - 3

### 2013.
Nacionalni sastav stanovništva 2013. godine, bio je sljedeći:
ukupno: 278
- Hrvati - 197
- Bošnjaci - 55
- Srbi - 23
- ostali, neopredijeljeni i nepoznato - 3

## Znamenitosti
U Trijebnju se nalazi graditeljska cjelina crkva sv. Nikole, nacionalni spomenik BiH od 2003. godine. Na sjednici održanoj od 3. do 5. ožujka 2015. godine, a shodno poboljšanju situacije, Komisija za očuvanje nacionalnih spomenika skinula je crkvu sv. Nikole s popisa ugroženih nacionalnih spomenika.
Arheolog Tomislav Anđelić u svibnju 1983. godine vršio je istraživanja srednjovjekovne crkve u Trijebnju na lokalitetu Crkvina. Bila je to jednobrodna građevina s polukružnom apsidom, vanjskih dimenzija 8,10×4,80 m, pokrivena kamenim pločama. Tom su prilikom pronađena četiri kamena ulomka svoda i pročelja crkve, dvije željezne alke te par željeznih čavala. S njene južne strane nalazila su se dva stećka u obliku ploča ukrašena bordurama od lozica s trolistima, a na gornjim površinama štitom s mačem. Zapadno od crkve nalazio se jedan stećak ukrašen štitom s mačem i rozetama, okruženim tordiranim vrpcama.